# Helen Glacier Tongue
Helen Glacier Tongue är en glaciär i Antarktis. Den ligger i Östantarktis. Australien gör anspråk på området.
Terrängen runt Helen Glacier Tongue är mycket platt. Havet är nära Helen Glacier Tongue åt nordost.  Trakten är obefolkad. Det finns inga samhällen i närheten.